# Was will die einsame Thräne
Was will die einsame Thräne est une mélodie pour voix et piano de Nadia Boulanger composée en 1908 sur un poème de Heinrich Heine.

## Présentation
Was will die einsame Thräne (ou « Larme solitaire » en français) est composé en 1908. La mélodie, pour voix et piano, est écrite sur un poème de Heinrich Heine (traduction française de Michel Delines).
L'incipit de l'œuvre est : « Was will die einsame Thräne ? ».
Les manuscrits autographes de la mélodie sont conservés à la BnF (Ms. 19534 ; signé et daté « Nadia Boulanger / Gargenville, 1er août 1908) et à la Fondation internationale Nadia et Lili Boulanger.

## Édition
La partition est publiée par J. Hamelle en 1909 (cotage J.5858.H), avec texte allemand et français.
L'œuvre est ensuite rééditée en fac-similé de l'édition Hamelle par Da Capo Press (New York, 1985) puis connaît une nouvelle édition en volume chez Alphonse Leduc en 2017 au sein du recueil Mélodies pour voix moyenne, vol. 2 (AL 30 752),. 

## Création
La mélodie est créée le 9 décembre 1910 à Paris par Rodolphe Plamondon et Nadia Boulanger, jouée avec Heures ternes, La Mer, Prière et Cantique. L'œuvre est reprise sous le titre Larme solitaire le 17 décembre 1915 par Mlle Brunlet et Nadia Boulanger au Petit Palais des Champs-Élysées lors d'une séance dédiée aux Poilus, autour de l'exposition des « Cocardes de Mimi-Pinson » organisée par Gustave Charpentier.

## Commentaires
Was will die einsame Thräne est d'une durée moyenne d'exécution de deux minutes trente environ.
L'œuvre fait partie, avec O Schwöre nicht et Ach, die Augen sind es wieder, d'un triptyque de trois mélodies en allemand composées par Nadia Boulanger en 1908 sur des poèmes de Heinrich Heine,. La musicologue Alexandra Laederich relève que c'est « la seule fois que la compositrice fait référence aux grands lieder romantiques car ses sources d'inspiration poétiques sont plutôt symbolistes [...] et surtout contemporaines ».
Dans le catalogue des œuvres de la compositrice établi par Alexandra Laederich, la pièce porte le numéro NB 28.

## Discographie
- Nadia Boulanger : Lieder und Kammermusik, Melinda Paulsen (en) (mezzo-soprano) et Angela Gassenhuber (piano), Troubadisc TRO-CD 01407, 1993[7] — premier enregistrement mondial.
- Mademoiselle - Première Audience : Unknown Music of Nadia Boulanger, Alek Shrader (ténor) et Lucy Mauro (piano), Delos DE 3496, 2 CD, 2017[8].
- Les heures claires : The Complete Songs : Nadia & Lili Boulanger, Lucile Richardot (mezzo-soprano) et Anne de Fornel (piano), Harmonia Mundi HMM 902356.58, 3 CD, 2023[9].